# Orlândia (kommun)
Orlândia är en kommun i Brasilien.   Den ligger i delstaten São Paulo, i den sydöstra delen av landet, 500 km söder om huvudstaden Brasília. Antalet invånare är 39 781. Arean är 269 kvadratkilometer.
Terrängen i Orlândia är platt åt sydväst, men åt nordost är den kuperad.
Följande samhällen finns i Orlândia:
- Orlândia

Runt Orlândia är det i huvudsak tätbebyggt. Runt Orlândia är det ganska glesbefolkat, med 42 invånare per kvadratkilometer.